# 迪馬里普峰
63°26′S 57°2′W / 63.433°S 57.033°W
迪馬里普峰（英語：Dimaryp Peak）是南極洲的山峰，位於帕默群島的特里尼蒂半島，處於霍普灣以南2公里，海拔高度500米，由奧托·努登舍爾德率領的瑞典探險隊繪入地圖，現時由南極條約體系管理。